# O Norte
O Norte foi um jornal brasileiro da cidade de João Pessoa, no Estado da Paraíba, pertencente aos Diários Associados. A primeira edição do jornal circulou em 7 de maio de 1908 e a última em 1º de fevereiro de 2012. Passou a integrar o império de Assis Chateaubriand em 1954.

## História
O Norte foi fundado pelos irmãos Oscar Soares e Orris Eugênio Soares em João Pessoa, no dia 7 de maio de 1908. Na época, a capital paraibana se chamava Parahyba do Norte.
O jornal foi criado dentro de padrões jornalísticos modernos para aquela época, com ótima qualidade gráfica e textual, revolucionando a imprensa da Paraíba naquele ano.
Seu lançamento fora mostrado até pelo rival direto, "A União", que hoje é o único jornal impresso ainda em circulação no estado da Paraíba. As primeiras edições tinham apenas quatro páginas, diagramadas em sete colunas de texto.
Nos primeiros anos o jornal publicava reportagens, editoriais e colunas sociais. Circulava em seu início como independente de vínculos e disputas políticas. Mas, por volta de 1915, motivado por dificuldades financeiras, passou a se envolver em brigas políticas nacionais, dando apoio explícito à candidatura do paraibano Epitácio Pessoa à Presidência da República, que assumiu o cargo em 20 de julho de 1919. Entre 1915 e 1919, o jornal foi considerado o "órgão oficial" do epitacismo. O Norte chegou a criar intensa rivalidade com o "Diário do Estado", que era favorável a Walfredo Leal e contrário a Epitácio Pessoa.
O jornal foi fechado na década de 1920. No ano de 1930, O Norte foi fechado pela segunda vez. Na época, o periódico tinha uma linha editorial favorável ao Presidente da República Washington Luís e opositora a João Pessoa.
Em 1935, o jornal voltou a circular nas ruas da cidade de João Pessoa, sob a chefia de redação de Matheus de Oliveira, com uma linha editorial com mais notícias e menos política.
Entre 1933 e 1936, Eudes Barros virou o novo diretor do jornal. Pouco tempo depois de assumir o cargo, Barros é perseguido (literalmente) pelo capitão paraibano João Costa, por causa de matéria publicada a respeito do capitão. Costa chegou a perseguir Barros pelas ruas de João Pessoa, armado com um pedaço de pau. Em 1936, Barros deixa a direção para José Leal.
No ano de 1954, José Leal passa a direção do jornal para Júlio Guedes C. Gondim, que quase não pôde aproveitar sua função pois no mesmo ano o jornal foi incorporado ao império de Assis Chateaubriand e desde então passou a integrar os Diários Associados.
Saiu de circulação em 1º de Fevereiro de 2012.